# Liste der russischen Botschafter in Frankreich
Liste der russischen und sowjetischen Botschafter in Frankreich.

## Geschichte
Der erste ständige Gesandte des Russischen Reichs am französischen Hof wurde im Jahr 1717 akkreditiert. Die Einrichtung ständiger Gesandtschaften für Russland ging von dem Bestreben Peters des Großen aus, sein Land für und nach dem „Europa der Aufklärung“ zu öffnen. Auf den Erfahrungen aus der Großen Gesandtschaft (1697–1698) aufbauend, erweiterte er sein bei Regierungsbeginn nur auf die direkten Nachbarn (Schweden, Polen und Türkei) ausgerichtetes diplomatisches Netzwerk auf ganz Europa. Nach Österreich-Habsburg, dem Vereinigten Königreich und einer Reihe ausgewählter, mittlerer und kleinerer Höfe und Republiken, bildete die Gesandtschaft in Frankreich in etwa das letzte Puzzleteil.
Peter der Große bestellte als ersten Gesandten den seit 1711 in seinen Diensten stehenden, vormals sachsen-gothaischen Hof- und Regierungsrat Freiherr von Schleinitz (1661–1747) zur Audienz bei König Ludwig XV., welcher diesen im August 1717 zur Überreichung seines Beglaubigungsschreiben empfing und im Amt annahm. Im „Konzert der Großmächte“ des 18. und 19. Jahrhunderts erfuhr die russische Botschaft regelmäßige Abbrüche und Wiederaufnahmen diplomatischer Beziehungen: 1733–1738 infolge des Polnischen Erbfolgekriegs, 1748–1756 infolge des Friedens von Aachen, 1804–1807 infolge des Dritten Koalitionskriegs, 1812–1814 infolge des Russlandfeldzugs, 1854–1856 infolge des Krimkriegs, und schließlich das Ende des Zarenreichs 1917 infolge der Oktoberrevolution. 1924 wurden Beziehungen zur Sowjetunion aufgenommen; nach dem Zerfall der Sowjetunion erfolgte 1992 ein gleitender Wechsel ohne Unterbrechung der diplomatischen Beziehungen zur Russischen Föderation.
1861, d. h. während der Amtszeit von Graf Kisseljow, wurde im 8. Pariser Arrondissement die Alexander-Newski-Kathedrale, Sitz des Exarchats der orthodoxen Gemeinden russischer Tradition in Westeuropa, eingeweiht. Gut zwei Jahre später, d. h. während der Amtszeit von Freiherr von Budberg-Bönninghausen, wurde das Hôtel d’Estrées als Residenz des Botschafters erworben. Das 1713 vom französischen Hofarchitekten Robert de Cotte für die Witwe des Herzogs von Estrées erbaute Hôtel particulier liegt im Quartier Saint-Thomas-d’Aquin des 7. Pariser Arrondissements, unweit des Quai d’Orsay.

## Missionschefs
Anmerkung: wenn kein diplomatischer Rang in Kursivschrift angegeben ist, war der betreffende Amtsträger ein „Botschafter“

### Botschafter des Russischen Reichs
1717: Aufnahme diplomatischer Beziehungen
- 1717–1720: Hans Christian von Schleinitz[2][3] (1661–1747), Gesandter
- 1720–1722: Wassili Lukitsch Dolgorukow (1670–1739), Gesandter
- 1722–1724: Alexander Kurakin (1697–1749)
- 1724–1727: Boris Kurakin (1676–1727)
- 1727–1728: Alexander Kurakin (1697–1749)
- 1728–1731: Alexander Gawrilowitsch Golowkin (1688–1760), Gesandter
- 1731–1732: Ernst Johann von Münnich[4] (1707–1788)

1732 bis 1738: Unterbrechung der Beziehungen
- 1738–1744: Antioch Dmitrijewitsch Kantemir (1708–1744)
- 1744–1748: Heinrich Gross (1713–1765), Gesandter

1748 bis 1756: Unterbrechung der Beziehungen
- 1756–1757: Fedor Dmitrijewitsch Bechterew (1716–1761), Geschäftsträger
- 1756–1760: Michail Petrowitsch Bestuschew-Rjumin (1688–1760)
- 1760–1762: Peter Grigoriewitsch Tschernikow (1712–1773)
- 1762–1763: Sergei Wassiljewitsch Saltykow (1726–1765)
- 1762–1768: Dmitri Alexejewitsch Golizyn (1734–1803)
- 1767–1774: Nikolai Konstantinowitsch Chotyn (1727–1811)
- 1773–1785: Iwan Sergejewitsch Barjatinski (1738–1811)
- 1784–1799: Johann Edler von Simolin[5] (1720–1799)
- 1800–1801: Stepan Alexejewitsch Kolytschow (1746–1805)
- 1801–1803: Arkady Iwanowitsch Morkow (1747–1827)
- 1803–1804: Peter von Oubril (1774–1848), Geschäftsträger

1804 bis 1807: Unterbrechung der Beziehungen
- 1807–1808: Peter Alexandrowitsch Tolstoi (1770–1844)
- 1808–1809: Nikolai Petrowitsch Rumjanzew (1754–1826)
- 1808–1812: Alexander Borissowitsch Kurakin (1752–1818)

1812 bis 1814: Unterbrechung der Beziehungen
- 1814–1835: Carlo Andrea Pozzo di Borgo (1764–1842)
- 1835–1851: Peter von der Pahlen (1777–1864)
- 1851–1854: Nikolai Dmitrijewitsch Kisseljow (1802–1869), Gesandter

1854 bis 1856: Unterbrechung der Beziehungen
- 1856–1862: Pawel Dmitrijewitsch Kisseljow (1788–1872)
- 1862–1868: Andreas Fjodorowitsch von Budberg-Bönninghausen (1817–1881)
- 1868–1870: Ernst Johann von Stackelberg[6] (1813–1870)
- 1871–1884: Nikolai Alexejewitsch Orlow (1820–1885)
- 1884–1897: Arthur von Mohrenheim (1824–1906)
- 1897–1904: Lew Pawlowitsch Urussow (1839–1828)
- 1904–1910: Alexander Nelidow (1838–1910)
- 1910–1917: Alexander Petrowitsch Iswolski (1856–1919)

1917: Ende der Beziehungen

### Botschafter der Sowjetunion
1924: Aufnahme diplomatischer Beziehungen
- 1924–1925: Leonid Borissowitsch Krassin (1870–1926)
- 1925–1927: Christian Georgijewitsch Rakowski (1873–1941)
- 1927–1934: Walerian Saweljewitsch Dowgalewski (1885–1934)
- 1934–1937: Wladimir Petrowitsch Potjomkin (1874–1946)
- 1937–1940: Jakow Sacharowitsch Suriz (1882–1952)
- 1940–1941: Alexander Efremowitsch Bogomolow (1900–1969)

1941 bis 1944: Unterbrechung der Beziehungen
- 1944–1950: Alexander Efremowitsch Bogomolow (1900–1969)
- 1950–1953: Alexei Pawlowitsch Pawlow (1905–1982)
- 1953–1965: Sergei Alexandrowitsch Winogradow (1907–1970)
- 1965–1971: Walerian Alexandrowitsch Sorin (1902–1986)
- 1971–1973: Pjotr Andrejewitsch Abrassimow (1912–2009)
- 1973–1983: Stephan Wassiljewitsch Tschernenko (1915–2003)
- 1983–1986: Juli Michailowitsch Woronzow (1929–2007)
- 1986–1990: Jakow Rjabow (* 1928)
- 1990–1991: Juri Wladimirowitsch Dubinin (1930–2013)

### Botschafter der Russischen Föderation
- 1992–1998: Juri Ryschow (* 1930)

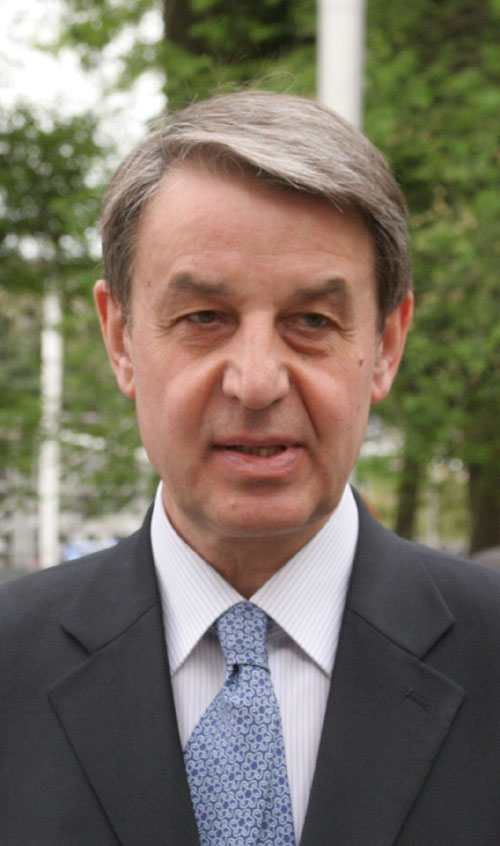
Awdejew (2009)

- 1998–2002: Nikolaj Afanasewski (1940–2005)
- 2002–2008: Alexander Alexejewitsch Awdejew (* 1946)
- 2008–2017: Alexander Konstantinowitsch Orlow (* 1948)
- seit 2017: Alexei Jurjewitsch Meschkow (* 1959)